# Ngọc học
Ngọc học là một ngành học về các loại đá quý tự nhiên và nhân tạo, thuộc về Khoa học Trái Đất, là một phân nhánh của khoáng vật học. Đây là 1 ngành học thuộc về khoa học tự nhiên có liên quan đến một số môn học như toán học, lý học, hóa học và sinh học. Ngành ngọc học có thể đào tạo ra những nhà Đá quý học cũng như những nhà thẩm định đá quý.
Đá quý các loại đã xuất hiện từ rất lâu. Tổ tiên ta từ xưa đã biết sử dụng ngọc cho rất nhiều nghi lễ thờ cúng, làm trang sức hay làm vũ khí... nhưng với điều kiện lúc bấy giờ chỉ cho phép họ có thể chế tác ngọc một cách thô sơ. Cho đến khoảng thế kỉ XIII người ta mới biết cách mài dũa ngọc thành nhiều hình thái khác nhau làm tăng thêm giá trị của ngọc.
Ngọc học đã xuất hiện từ bao giờ? Theo một số tài liệu để lại thì ngành học về đá quý này chỉ mới hình thành từ thế kỉ XIX.
Việc giám định đá quý có thể được thực hiện với sự trợ giúp của nhiều công cụ kĩ thuật hiện đại.